# 미트라 하자르
미트라 하자르(페르시아어: میترا حجار, 영어: Mitra Hajjar, 1978년 2월 3일 ~ )는 이란의 배우이다. 2000년 파즈르 국제 영화제 크리스털 시무르그 여우주연상 수상자이다.